# Danilo Avilés
Danilo Avilés Suárez (Holguin, 1948) é um compositor cubano.
Clarinetista, Danilo estudou composição com León Argeliers, José Ardévol e José Loyola.
Participou de grandes festivais, como o Festival de Outono de Varsóvia e o Festival de Primavera de Berlim e na década de 1980, foi lecionar na Espanha e nos Estados Unidos.